# Léon van Hove
Léon van Hove, né à Bruxelles le 10 février 1924 et mort à Genève le 2 septembre 1990, est un physicien belge. Théoricien de tout premier plan — théorie des forces nucléaires, théorie quantique des champs — il fut directeur de recherche au CERN à Genève de 1976 à 1980.

## Distinctions
- 1958 : Prix Francqui
- 1962 : Prix Dannie Heineman pour la physique mathématique
- 1974 : Médaille Max-Planck